# Penn & Teller

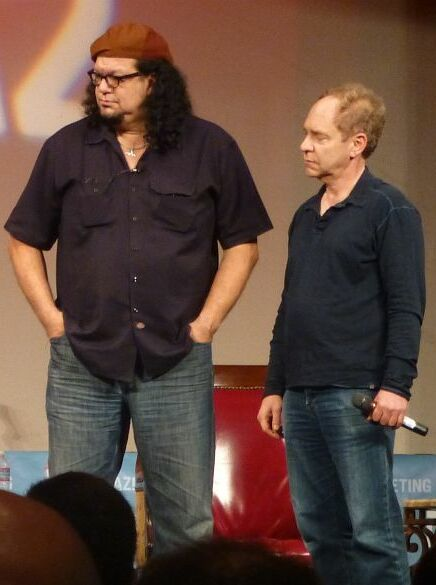
Penn & Teller op het podium met James Randi bij The Amaz!ng Meeting 2012, tijdens de hoofdpresentatie op zaterdag: "Penn & Teller - 38 Years of Magic & BS"

Penn & Teller is een Amerikaans duo podiumartiesten bestaande uit Penn Jillette en Raymond Joseph Teller, dat illusionisme vermengt met (soms zwarte) humor. Doorgaans staat Penn te orakelen tegen het publiek tijdens een truc, terwijl het (al dan niet op de achtergrond) slecht af lijkt te lopen met Teller tijdens de uitvoering daarvan. Teller spreekt daarbij zelden tot nooit op het podium, maar communiceert vooral met pantomime.
In 2013 kregen Penn & Teller een ster op de Hollywood Walk of Fame.

## Bullshit!
Behalve met illusionisme, houden Jillette en Teller zich publiekelijk bezig met het opkomen voor atheïsme, wetenschappelijk scepticisme en libertarisme. Deze onderwerpen komen ook geregeld terug in afleveringen van hun televisieprogramma Penn & Teller: Bullshit!.

## Tv-shows
- Penn & Teller Go Public (1985)
- Don’t Try This at Home (1990)
- The Unpleasant World of Penn & Teller (1994)
- Phobophilia (1995)
- Penn & Teller’s Home Invasion (1997)
- Penn & Teller's Sin City Spectacular (1998)
- Magic and Mystery Tour (2003)
- Penn & Teller: Bullshit! (2003-2010)
- Penn & Teller: Off the Deep End
- Penn & Teller: Fool Us (2011- )
- Penn & Teller Tell a lie (2011- )

### Samen
- Penn & Teller's Cruel Tricks For Dear Friends (1989)
- Penn & Teller's How to Play with Your Food (1992)
- Penn & Teller's How to Play in Traffic (1997)

### Penn
- Sock (2004)
- How to Cheat Your Friends at Poker: The Wisdom of Dickie Richard (met Mickey D. Lynn, 2006)
- Presto (2017)

### Teller
- When I'm Dead All This Will Be Yours: Joe Teller -- A Portrait By His Kid (2000)